# Розширена модель «сутність — зв'язок»
Розширена модель сутність-зв'язок (EER) (або покращена модель сутність-відношення) в інформатиці — це високорівнева або концептуальна модель даних, що включає розширення до вихідної моделі сутність-зв'язок (ER), що використовується при розробці баз даних.
Вона була розроблена для більш точного відображення властивостей та обмежень, які зустрічаються в більш складних базах даних, наприклад, в інженерному проектуванні та виробництві (CAD / CAM), телекомунікаціях, складних програмних системах та геоінформаційних системах (ГІС).

## Механізм
Модель EER включає всі концепції, введені моделлю ER. Додатково вона включає поняття підкласу та надкласу (Is-a), а також поняття спеціалізації та узагальнення. Крім того, вона вводить поняття типу або категорії об’єднання, яке використовується для представлення колекції об’єктів, що є об’єднанням об’єктів різних типів сутності. Модель EER також включає діаграми EER, які є концептуальними моделями, які точно представляють вимоги складних баз даних.

### Підклас і суперклас
Тип сутності Y є підтипом (підкласом) сутності типу X тоді і тільки тоді, коли кожен Y обов’язково є X. Сутність підкласу успадковує всі атрибути та відносини свого надкласу. Ця властивість називається успадкуванням атрибутів і зв'язків. Сутність підкласу може мати свої власні специфічні атрибути та зв'язки (разом з усіма атрибутами та зв'язками, які вона успадковує від суперкласу). Поширеним прикладом суперкласу є суперклас транспортних засобів разом із підкласами легкових і вантажних автомобілів. Існує ряд загальних атрибутів між легковим і вантажним автомобілем, які будуть частиною суперкласу, тоді як атрибути, характерні для автомобіля або вантажівки (наприклад, максимальне корисне навантаження, тип вантажівки...) складатимуть два підкласи.

## Інструменти
- MySQL Workbench пропонує створення, редагування та експорт моделей EER. Експорт у PNG і PDF дозволяє легке поширення для презентацій.
- Skipper дозволяє користувачам створювати, імпортувати й експортувати визначення схем ORM до редагованих моделей EER.
- SAP PowerDesigner[3] — це комплексний інструмент для моделювання та перетворення різних моделей.

## Подальше читання
Підручники, що включають обговорення EER та впровадження з використанням лише реляційних баз даних:
- Elmasri, Ramez; Navathe, Shamkant B. (2011). Fundamentals of Database Systems (вид. 6th). Pearson/Addison Wesley. Chapters 8 and 9. ISBN 978-0-136-08620-8.
- Coronel, Carlos; Morris, Steven; Rob, Peter (2011). Database Systems: Design, Implementation, and Management (вид. 9th). Cengage Learning. Chapter 5. ISBN 978-0-538-46968-5.
- Connolly, Thomas M.; Begg, Carolyn E. (2005). Database Systems: A Practical Approach to Design, Implementation, and Management (вид. 4th). Addison-Wesley. Chapters 12 and 16. ISBN 978-0-321-21025-8.

Буклет з обговоренням EER та впровадження з використанням об’єктно-орієнтованих та об’єктно-реляційних баз даних:
- Dietrich, Suzanne W.; Urban, Susan D. (2011). Fundamentals of Object Databases: Object-Oriented and Object–Relational Design. Morgan & Claypool Publishers. ISBN 978-1-60845-476-1.

Підручник, що включає обговорення впровадження в реляційні та об’єктно-реляційні бази даних:
- Ricardo, Catherine (2011). Databases Illuminated (вид. 2nd). Jones & Bartlett Publishers. Chapter 8. ISBN 978-1-4496-0600-8.

Короткі оглядові статті:
- Teorey, Toby J.; Yang, Dongqing; Fry, James P. (1986). A logical design methodology for relational databases using the extended entity–relationship model. ACM Computing Surveys. 18 (2): 197—222. CiteSeerX 10.1.1.105.7211. doi:10.1145/7474.7475.
- Sikha Bagui (2006). Extended Entity Relationship Modeling. У Laura C. Rivero (ред.). Encyclopedia of Database Technologies and Applications. Idea Group Inc (IGI). с. 233—239. ISBN 978-1-59140-795-9.

## Зовнішні посилання
- [Архівовано 27 грудня 2021 у Wayback Machine.] — Слайди до розділу 8 з «Основи систем баз даних» Елмасрі та Навате (Пірсон, 2011)
- [Архівовано 9 травня 2021 у Wayback Machine.] - Конспект лекцій з Університету Торонто
- [Архівовано 10 січня 2019 у Wayback Machine.] - Конференція ER

Шаблон:Database models
Шаблон:Database